# Tomáš Grigar
Tomáš Grigar (ur. 1 lutego 1983 w Opawie) – czeski piłkarz grający na pozycji bramkarza. Od 2024 roku jest piłkarzem klubu FK Ústí nad Labem.

## Kariera klubowa
Karierę piłkarską Grigar rozpoczynał w klubie FC Vítkovice. W 2001 roku awansował do kadry pierwszej drużyny Vítkovic i zadebiutował w niej wówczas w drugiej lidze czeskiej. W Vítkovicach grał do końca 2003 roku.
W 2004 roku Grigar przeszedł do Sparty Praga. Początkowo grał w rezerwach klubu, a w pierwszym zespole Sparty zadebiutował 26 lutego 2005 w wygranym 2:0 wyjazdowym meczu z SFC Opava. Przez pierwsze trzy sezony był rezerwowym w Sparcie dla Jaromíra Blažka, a w sezonie 2007/2008 rywalizował o miejsce w składzie z Tomášem Poštulką. Wraz ze Spartą wywalczył mistrzostwo kraju w 2005 i 2007 roku oraz zdobył Puchar Czech w latach 2006–2008.
W 2008 roku Grigar został zawodnikiem FK Teplice. W nowym zespole po raz pierwszy wystąpił 22 lutego 2009 w wygranym 1:0 domowym meczu ze Slovanem Liberec. W 2009 roku zdobył z Teplicami Puchar Czech. W Teplicach był pierwszym bramkarzem. W lecie 2024 został zawodnikiem zespołu Ústí nad Labem jako pierwszy bramkarz.
| Sezon   | Klub           | Kraj   | Rozgrywki      | Mecze | Bramki |
| ------- | -------------- | ------ | -------------- | ----- | ------ |
| 2001/02 | FC Vítkovice   | Czechy | II liga        | 3     | 0      |
| 2002/03 | FC Vítkovice   | Czechy | II liga        | 23    | 0      |
| 2003/04 | FC Vítkovice   | Czechy | II liga        | 24    | 0      |
| 2003/04 | Sparta Praga B | Czechy | II liga        | 10    | 0      |
| 2004/05 | Sparta Praga   | Czechy | Gambrinus Liga | 2     | 0      |
| 2004/05 | Sparta Praga B | Czechy | II liga        | 17    | 0      |
| 2005/06 | Sparta Praga   | Czechy | Gambrinus Liga | 2     | 0      |
| 2006/07 | Sparta Praga   | Czechy | Gambrinus Liga | 1     | 0      |
| 2007/08 | Sparta Praga   | Czechy | Gambrinus Liga | 19    | 0      |
| 2008/09 | FK Teplice     | Czechy | Gambrinus Liga | 13    | 0      |
| 2009/10 | FK Teplice     | Czechy | Gambrinus Liga | 15    | 0      |
| 2010/11 | FK Teplice     | Czechy | Gambrinus Liga |       |        |

## Kariera reprezentacyjna
W swojej karierze Grigar grał w reprezentacji Czech U-20 i U-21. Wraz z tą pierwszą wystąpił w 2003 roku na Mistrzostwach Świata U-21 w Zjednoczonych Emiratach Arabskich. W dorosłej reprezentacji Czech zadebiutował 5 czerwca 2009 w wygranym 1:0 towarzyskim meczu z Maltą.
| Mecze i gole w reprezentacji | Mecze i gole w reprezentacji | Mecze i gole w reprezentacji | Mecze i gole w reprezentacji | Mecze i gole w reprezentacji | Mecze i gole w reprezentacji | Mecze i gole w reprezentacji |
| #                            | Data                         | Stadion                      | Rywal                        | Wynik                        | Gol                          | Rozgrywki                    |
| 2009                         | 2009                         | 2009                         | 2009                         | 2009                         | 2009                         | 2009                         |
| ---------------------------- | ---------------------------- | ---------------------------- | ---------------------------- | ---------------------------- | ---------------------------- | ---------------------------- |
| 1.                           | 05.06.2009                   | Jablonec nad Nysą, Czechy    | Malta                        | 1:0                          | 0                            | towarzyski                   |
| 2.                           | 15.11.2009                   | Al-Ajn, ZEA                  | Zjednoczone Emiraty Arabskie | 0:0 k. 2:3                   | 0                            | towarzyski                   |
| 3.                           | 18.11.2009                   | Al-Ajn, ZEA                  | Azerbejdżan                  | 0:2                          | 0                            | towarzyski                   |